# معركة سلوت
معركة سلوت: معركة حقيقيه وهي اول معركه بين العرب والفرس وانتهت بأنتصار العرب ذكرها أبو المنذر الصحاري، ولم يسبقه بها من المؤرخين أحداً. وفي مزاعمه دَارَتْ رَحَاها في بين مالك بن فهم الدوسي والمرزبان الفارسي. ونقل عن أبو المنذر الصحاري مؤرخي عمان المتأخرين، و القول الراجح ان ابو المنذر الصحاري نقلها عن طريق مخطوطات عُمانيه تم فقدها واستند على روايه الأجداد و النقوش الاثريه كما جاء في موقع المعركه وحصن سلوت الأثري وبقايا الحصن موجوده للآن وتم نشرها عن طريق المصادر العُمانيه الموثوقه 

## المعركة المتخيلة
يتخيل أبو المنذر الصحاري وقوع المعركة في عمان، ويزعم وقوعها زمن ملك من الفرس يسمى دارا بن دارا بن بهمن بن اسفيديا، ويتخيل الصحاري سكان عمان الأصليون من الفرس، قائلاً: «تقدم مالك بن فهم الأزدي، في قبائلا الأزد، ومن معه من احياء قضاعة إلى أرض عمان، فدخلها في عسكرهم، في قبائل من فوقهم، من قضاعة من الخيل والرجل والعدة والعدد. فوجد بعمان الفرس، من جهة الملك دارا بن دارا بن بهمن بن اسفيديا، وهم يومئذ أهلها وسكانها».
يتخيل أيضا أبو المنذر الصحاري أن قائد الفرس المرزبان وهو لقب بالفارسي معناه الفارس الشجاع عارك في تلك المعركة بالفيلة، ويقول:«إن المرزبان زحف بعسكره، وجميع قواده، وجعل الفيلة أمامه. واقبل نحو مالك بن فهم، واصحابه. ونادى، ونادى مالك بن فهم أصحابه بالحملة عليهم. فقال: يا معشر فرسان الأزد احملوا معي، فداكم أبي وأمي على هذه الفيلة فاكتنفوها بأسنتكم وسيوفكم. ثم حمل وحملوا معه على الفيلة، بالرماح والسيوف وزرقوها بالسهام فولت الفيلة راجعة بحميتها على عسكر المرزبان، فوطئت منهم خلقا كثيرا». ويتضح الاصطناع في الرواية والأسطورة، ويخالف بها جميع المصادر التي سبقته.

### نص المعركة
قال أبو المنذر الصحاري:«تقدم مالك بن فهم الأزدي، في قبائلا الأزد، ومن معه من احياء قضاعة إلى أرض عمان، فدخلها في عسكرهم، في قبائل من فوقهم، من قضاعة من الخيل والرجل والعدة والعدد. فوجد بعمان الفرس، من جهة الملك دارا بن دارا بن بهمن بن اسفيديا، وهم يومئذ أهلها وسكانها. والمتقدم عليها المرزبان عامل ملك الفرس. فعند ذلك نزل مالك بن فهم، ومن كان معه من الحشم والعيال والنساء والأثقال، إلى جانب قلهات من شط أرض عمان، ليكون أمنع لهم وترك عندهم من الخيل والرجال من يحفظونهم.
ثم سار هو ببقية عساكره وصناديد رجاله من فرسان الأزد، وغيرهم من احياء قضاعة. وقد جعل على مقدمته ابنه هناة بن مالك، في الفي فارس من فرسان قومه وثقات الأزد، وأقبل مالك بن فهم في جلّ عساكره وصناديد رجاله حتى دخل ناحية الجوف فعسكر معسكره، وضرب مضاربه بالصحرى. وارسل إلى الفرس والمتقدم عليهم يومئذ المرزبان عام الملك على عمان. فأرسل إليهم يطلب منهم النزول في قطر من عمان، وان يفسحوا له ويمكنوه من الماء والكلأ ليقيم معهم في قطر من عمان، فلما وصل إلى المرزبان، واصحابه رسل مالك بن فهم الأزدي، وما يطلب منهم من النزول في عُمان، وأن يفسحوا في الماء والكلأ، ائتمروا بينهم في ذلك وتشاوروا في امره، حتى طال ترديد الكلام والتشاور بينهم. ثم أنهم أحمع رأيهم على صرفه وأن لا يمكنوه إلى ما سأل طلب منهم، وقالوا: مان حب ان ينزل هذا العربي معنا، فيضيق علينا أرضنا وبلادنا، فلا حاجة لنا في قربه وجواره. فلما وصل جوابهم إلى مالك بن فهم، ارسل إليهم: انه لا بد من المقام في قطر من عمان، وان تواسوني في الماء والمرعى، فإن تركتموني طوعا نزلت في قطر من البلاد وحمدتكم، وإن ابيتم أقمت على كرهكم، وإن قاتلتموني قاتلتكم. ثم ان ظهرت قتلت المقاتلة وسبيت الذراري، ولم أترك أحدا منكم ينزل عمان أبدا. فأبت الفرس أن تتركه طوعا، وجعلت تستعد لحربه وقتاله، وأن مالك بن فهم قام في مدته تلك بناحية الجوف، حتى أراح واستراح واستعد لحرب الفرس وتأهب للقائهم. وحفر بناحية الجوف الفلج الذي بمنح اليوم، بفلج مالك، وكان معسكره هناك، إلى ان اس تعدت الفرس لحربه وقتاله. ثم أن المرزبان أمر أن ينفخ في البوق، الذي يؤذن فيه بالحرب، وأن ضرب الطبل وركب في جنوده وعساكره. وخرج من صحار في معسكر جم يقال انه كان زهاء أربعين ألفا، ويقال ثلاثون ألفا. وخرج معه بالفيلة، وسار يريد الجوف في لقاء مالك بن فهم الأزدي ومن معه من الأزد. فجمع عسكره وأصحابه من الأزد، وغيرهم من أحياء قضاعة، وكان في زهاء ستة الآف فارس وراجل على مقدمته إبنه هناة بن مالك في الفي فارس من صناديد الأزد وفرسانها. واقبل نحوهم في تلك الهيئة حتى أتى صحراء سلوت، فعسكر بإزاء عسكر المرزبان، فمكثوا يومهم ذلك إلى الليل، ولم يكن بينهم حرب ولا قتال. ثم ان مالك بن فهم، بات ليلته تلك يعبئ أصحابه، يمنة ويسرة وقلبا، ويكتب الكتائب، ويوقف فرسان الأزد مواقفهم. فولى الميمنة هناة ابن مالك، وولى الميسرة ابنه فراهيد بن مالك. وصار هو في القلب، في أهل ىالنجدة والشدة من أصحابه. وبات المرزبان يعبئ ويكتب كتائبه. حتى إذا أصبحوا توافقوا للحرب، وقد استعد كلا الفريقين. وركب مالك بن فهم فرسا له أبلق، وظاهر بين درعين، ولبس عليها غلالة حمراء وتكمم على رأسه بكمة حديد، وتعمم عليها بعمامة صفراء. وركب معه ولده وفرسان الأزد على تلك التعبئة، وقد تقنعوا بالدروع والبيض والجواش، فلا يبصر منهم الا الحدق. فلما توافقوا للحرب جعل مالك بن فهم يدور على أصحابه راية راية، وكتيبة كتيبة، ويقول يا معشر الأزد، أ÷ل النجدة والحفغاظ، حاموا عن أحسابكم، وذبوا على مآثر أباءكم، وقاتلوا، وناصحوا ملككم وسلطانكم، فإنكم إن انكسرتم وهزمتم، اتبعكم العجم في كافة جنودهم، فاختطفوكم، واصطادوكم بين كل حجر ومدر، وباد عنكم ملككم، وزال عنكم عزمكم وسلطانكم، فوطنوا أنفسكم على الحرب، وعليكم بالصبر والحفاظ فهذا اليوم له ما بعده. فجعل يحرضكم ويأمركم بالصبر والجلد، ويدور عليهم راية راية وكتيبة كتيبة، حتى استفرغ جميع كتائبه وعساكره. ثم ان المرزبان زحف بعسكره، وجميع قواده، وجعل الفيلة أمامه. واقبل نحو مالك بن فهم، واصحابه. ونادى، ونادى مالك بن فهم أصحابه بالحملة عليهم. فقال: يا معشر فرسان الأزد احملوا معي، فداكم أبي وأمي على هذه الفيلة فاكتنفوها بأسنتكم وسيوفكم. ثم حمل وحملوا معه على الفيلة، بالرماح والسيوف وزرقوها بالسهام فولت الفيلة راجعة بحميتها على عسكر المرزبان، فوطئت منهم خلقا كثيرا. وحمل مالك بن فهم بالنبل في كافة أصحابه من فرسان من الأزد على المرزبان وأصحابه، فانتقصت تعبئة المرزبان، وجالوا حوله. ثم باءت العجم ورجعت إلى بعضها بعضا، واقبلت في حدها وحديدها. وصاح المرزبان واصحابه وكافة جنوده وامرهم بالحملة فحملوا. والتقى الجميع، واختلط الضرب، واشتد القتال. فمل يكن تسمع الا صليل الحديد، ووقع السيوف. فاقتتلوا يوم ذلك اشد ما يكون القتال. وثبت بعضهم لبعض، إلى ان حال ظلام الليل فانصرفوا، وقد انتصف بعضهم من بعض. وابتكروا من غد للحرب، فاقتتلوا قتالا شديدا. وقتل في اليوم الثاني من الفرس خلق كثير، وثبت لهم الأزد، فلم يزالوا كزذلك إلى ان حال بينهم الليل، فانصرف بعضهم عن بعض وقد كثر القتل والجراح في الجميع. فلما أصبحوا في اليوم الثالث، زحف الفريقان بعضهم إلى بعض، فوقفوا مواقفهم تحت راياتهم. وأقبل أربعة نفر من المرازبة والأساورة، ممن كان يعدّ الرجل منهم بألف رجل، حتى دنوا من مالك. فقالوا: هلمّ الينا لننصفك من أنفسنا، ويبادرك منا رجل رجل. فتقدم اليهم مالك، وخرج اليه واحد منهم، وطارد مالكا ساعة، فعطف عليه مالك، ومعه نجدة الملوك وحمية العرب، فطعن الفارس طعنة حطم في صلبه، فوقع الفارس إلى الأرض عن فرسه. ثم علاه مالك بالسيف فضربه، فقتله. ثم حمل الفارس الثاني على مالك على مفرق رأسه، ففلق السيف البيضة، وانتهى إلى رأس الفارس، حتى خالط دماغه، فخرّ ميتا. ثم حمل عليه الفارس الثالث، وعليه الدرع والبيضة، فضربه مالك على عاتقه، فأبانه مع الدرع نصفين، حتى انتهى سيف مالك إلى زح دابة الفارس، فرمى به قطعتين. فلما نظر الفارس الرابع ما صنع مالك بن فهم من أصحابه الثلاثة، كاعت نفسه، وأحجم عن لقاء مالك، فولى راجعا نحو أصحابه، حتى دخل فيهم. ثم انصرف مالك إلى موقفه فيه، وقد تفاءل بومه ذلم بالظفر الثلاثة القواد من المرازبة. وفرحت بذلك الأزد فرحا شديدا، ونشطوا للحرب. فلما رأى المرزبان، قائد جيش الفرس ذلك، وما صنع مالك بن فهم في قواده الثلاثة، دخلته الحمية والغضب، وخرج من بين أصحابه. وقال: لا خير في الحياة بعدهم. ثم نادى مالكا. وقال: أيها العربي، اخرج اليان كنت تحاول ملكا فأينا ظفر بصاحبه كان له ما يحاول، ولا نعرض أصحابنا للهلاك. فخرج اليه مالك برباطة جأش، وشدة قلب، فتجاولا بين الصفين مليا، وقد قبض الجميع أعنة خيولهم، لإوقفوها ينظرون إلى ما يكون منهما. ثم أن حمل على مالك بالسيف حملة الأسد الباسل، فراغ منه مالك روغان الثعلب، وعطف عليه بالسيف، فضربه على مفرق رأسه، وعليه البيضة والدرع، ففلق البيضة، وأبان رأسه، وخرّ ميتا. وحملت الأزد على الفرس وزحف الفرس اليهم فاقتتلوا قتالا شديدا، من ظهر النهار إلى العصر، وعض اصحاب المرزبان السيف، وصدقتهم الأزد الضرب والطعن، فولوا منهزمين النهار، حتى انتهوا إلى معسكرهم، وقد قتل منهم خلق كثير وكثر الجراح في عامتهم. فعند ذلك. ارسلوا إلى مالك بن فهم يطلبون منه أن يمن عليهم بأرواحهم ويجيبهم إلى الهدنة والصلح، وان يكف عنهم الحرب ويؤجلهم إلى سنة ليستظهروا على حمل أهلهم من عمان. وأن يخرجوا منها بغير حرب وقتال. واعطوه على ذلك عهدا وجزية على الموادعة، فأجابهم مالك بن فهم إلى ما طلبوا. وسألوا منه. وهادنهم واعطاهم على ذلك عهدا وميثاقا، أنه لا يعارضهم بشئ إلا أن يبدأوه بحرب وقتال. فكف عنهم الحرب، وأقرهم في عمان، على ما سألوه فعادوا إلى صحار وما حولها من الشطوط. وكانت الفرس في السواحل والشطوط وكانت الأزد ملوكا في البادية وأطراف الجبال. فانحاز عنهم مالك إلى جانب قلهات. فيقال ان الفرس في مهادنتهم تلك طمسوا في عمان أنهارا كثيرة وأغموها. ثم انهم من فورهم ذلك في مهادنتهم تلك كتبوا إلى الملك دارا بن ديل، فاعلموا بقدوم مالك بن فهم الازدي من شأنه، ويخبرونه بما هم فيه من الضعف والعجز، ويستأذنونه في التحمل اليه بأهلهم وذراريهم إلى فارس. فلما بلغ ذلك الملك دارا، غضب غضبا شديدا، ودخله القلق، واخذته الحمية، لمن قتل من أصحابه وقواده. فعند ذلك دعا بقائد من عظماء مرازبته واساورته، وعقد له على ثلاثة الآف من اجلاء أصحابه وشجعان مرازبته وقواده وقدمه فيهم، وبعث فيهم لأصحابه الذين بعمان، فتحملوا إلى البحرين، ثم تخلصوا إلى عمان. وكل ذلك، مالك بن فهم لا يعلم بشي من أمرهم. ثم ان الفرس الذين كانوا بعمان مكثوا في عمان أيام مهادنتهم تلك إلى أن تركهم الروع واستراحوا وأتاهم المدد من عند الملك، من عند الملك، من ارض فارس. فعند ذلك جعلوا يستعدون ويتأهبون لحرب مالك بن فهم، ومن معه من الأزد. ولم يزالوا على ذلك، إلى ان انقضى اجل الهدنة وانتبه لهم مالك بن فهم وجعل يستطلع من أخبارهم. حتى بلغه وصول المدد عندهم. وقد انقضى اجل الهدنة، فارسل اليهم: اني قد وفيت بما كان بيني وبينكم من عهد وأكيد صلح، وقد انقضى الأجل الذي كان بيني وبينكم، ونتم بعد حلول بعمان، وبلغني أن أتاكم من عند الملك مدد عظيم، وأنكم تستعدون لحربي وقتالي، فأما ان تخرجوا من عمان طوعا، والا زحفت اليكم بخيلي ورجلي في كافة عساكري وجيوشي، ووطأت ساحتكم وقتلت مقاتلتكم، وسبيت الذراري، وغنمت الأموال، وأقمت على كرهكم. فلما وصلت رسل مالك بن فهم إلى الفرس بذلك، هالهم أمره وعظموه رسالته اليهم مع قلة أصحابه وعسكره لديهم، عند كثرة ما اجتمع اليهم من العساكر والجنود، وما هم فيه من القوة والمنعة والعدة والعدد. فزادهم غيظا وحنقا، وردوا عليه أقبح رد. فعند ذلك زحف مالك بن فهم إليهم في خيله ورجله وجميع عساكره. وسار حتى وطئ أرض الساحل، وبلغ ذلك الفرس واستعدت للقائه، وخرجت لحربه، ومعهم الفيل، واقبلوا حتى قربوا معسكر مالك بن فهم. وقد عبأ مالك بن فهم أصحابه كتيبة كتيبة، وراية راية، وجعل على ميمنته ابنه هناة بن مالك وعلى الميسرة ابنه فراهيد بن مالك، وهو في القلب على بقية من ولده، وأهل النجدة والشدة من أصحابه وخواصه من فرسان الأزد وغيرهم. ثم التقوا، ونادى بعضهم بعضا، وحملت فيهم فرسان الأزد، ميمنة وميسرة وقلبا، وصدقتهم الأزد الضرب والطعن. فاقتتلوا قتالا شديدا، ودارت الحرب بينهم كأمثل ما يكون مليا من النهار، ثم انكشف عنهم العجم. وكان معهم فيل فتركوا الفيل، فدنا من هناة بن مالك، فضرب خرطومه بالسيف، فقطعه، فولى له صياح، وحمل عليه معن بن مالك، فعرقبة بالسيف، فسقط. ثن نادى مالك بن فهم: يا آل الأزد، يا آل الأزد. فثابوا واجتمعوا اليه من كل فج. فحمل بهم على العجم حملة فكشفهم. ثم نادى يا معشر الأزد، اقصدوا إلى لوائهم، فاكتنفوه نصفين قبل ان يدهمكم العجم فتكنفكم من كل وجهة. فحمل مالك وحمل معه أولاده في كافة فرسان الأزد وأبطالهم حملة واحدة، فاكتنفوا لواء العجم. واختلط الضرب، والتحم القتال، وارتفع الغبار، وثار العجاج. حتى حجب الشمس ولم يكن يسمع الا صليل الحديد، ووقع السيوف. فتراموا بالسهام، حتى تفصدت. وتطاعنوا بالرماح حتى تكسرت، وتضاربوا بالسيوف وأعمدة الحديد، في الحرب لم يسمع السامعون بمثلها. حتى اختضبت الفرسان بالدماء، وكثرت بينهم القتلى والجرحى فكان ذلك كأسرع ما يكون. ثم لم يكن للفرس لشدة الحرب بثبات، فولوا منهزمين على وجوههم، واتبعهم هناة بن مالك في اخوته، وفرسان الأزد.، فجعلوا يقتلون ويأسرون من لحقوا إلى ان قتلوا منهم خلقا كثيرا. ولحق فراهيد بن مالك سندفار بن مرزبان، وكان من اعظم قوادهم، فطعنه فارداه عن فرسه، ثم علاه بالسيف فقتله. وسارت فرسان الأزد، ومن حف من ابطالهم على آثار العجم، لا يلون على سلب ولا غيره، يومهم ذلك كله، يقتلون ويأسرون حتى حال بينهم الليل، فما افلت منهم الا من ستره الليل، فتحمل من بقي منهم من تحت ليله، وركبوا في السفن وعبروا إلى ارض فارس، واجلوا من عمان. واستولى مالك بن فهم الأزدي في كافة أصحابه وقومه من الأزد على سوادهم، فاستباحهم، وغنم أموالهم، وأسر منهم خلقا كثيرا. فمكثوا في السجون زمانا، ثم اطلقهم، ومنَّ عليهم بأرواحهم وكساهم ووصلهم وزودهم، وحملهم في السفن إلى ارض فارس. واستولى مالك بن فهم، يومئذ على عمان. فملكها وما يليها من اطراف عمان، وساسها، وسار فيها سيرة جميلة.
»

## التناقض مع الروايات القديمة
يشير بعض الرواة إلى خروج الأزد ومالك بن فهم من اليمن إلى البحرين ثم العراق، وبعض الرواة يشيرون إلى أن مالك بن فهم خرج مع الغساسنة من اليمن إلى مكة ثم توجه إلى العراق، وهناك رواة آخرين يشيرون إلى أن مالك بن فهم ولاه أحد التبابعة حملات لغزو العراق، فأنشأ هناك إمارة استقر بها وبنوه، ولكن جميع الرواة لا يشيرون إلى معركة سلوت المتخيلة لدى أبو المنذر الصحاري. والروايات التي ذكرت مالك بن فهم وملكه، هي الآتية:

### رواية ابن الكلبي
تناقض رواية أبو المنذر الصحاري المتخيلة عن رحلة مالك بن فهم التي دونها المؤرخين العرب، فروى الطبري عن هشام الكلبي أن مالك بن فهم وبنوه كانوا بالعراق، فلما أتوها كونوا حلف تنوخ مع قضاعة ولخم، وقال:«نزل كثير من تنوخ الأنبار والحيرة وما بين الحيرة إلى طف الفرات وغربيه، إلى ناحية الأنبار وما والاها في المظال والأخبية، لا يسكنون بيوت المدر، ولا يجامعون أهلها فيها، واتصلت جماعتهم فيما بين الأنبار والحيرة، وكانوا يسمون عرب الضاحية، فكان أول من ملك منهم في زمان ملوك الطوائف مالك بن فهم، وكان منزله مما يلي الأنبار ثم مات مالك، فملك من بعده أخوه عمرو بن فهم ثم هلك عمرو بن فهم، فملك من بعده جذيمة الأبرش بن مالك بن فهم بن غنم بن دوس الأزدي. قَالَ ابن الكلبي: دوس بن عدثان بن عبد الله بن نصر بن زهران ابن كعب بن الحارث بن كعب بن عبد الله بن مالك بن نصر بن الأزد بنالغوث بن مالك بن زيد بن كهلان بن سبإ. قَالَ ابن الكلبي: ويقال إن جذيمة الأبرش من العاربة الأولى، من بني وبار بن أميم بن لوذ بن سام بن نوح قَالَ: وكان جذيمة من أفضل ملوك العرب رأيا، وأبعدهم مغارا، وأشدهم نكاية، وأظهرهم حزما، وأول من استجمع له الملك بأرض العراق، وضم إليه العرب، وغزا بالجيوش، وكان به برص، فكنت العرب عنه، وهابت العرب أن تسميه به وتنسبه إليه إعظاما له، فقيل: جذيمة الوضاح، وجذيمة الأبرش، وكانت منازله فيما بين الحيرة والأنبار وبقة وهيت وناحيتها، وعين التمر، وأطراف البر إلى الغوير والقطقطانة وخفية وما والاها، وتجبى إليه الأموال، وتفد إليه الوفود، وكان غزا طسما وجديسا في منازلهم من جو وما حولهم، وكانت طسم وجديس يتكلمون بالعربية».

### رواية حمزة الأصفهاني
قال حمزة الأصفهاني: «لما حدث سيل العرم تمزقت عرب اليمن من مدينة مأرب إلى العراق والشام، فكانت تنوخ وهم حي من أحياء الأزد  ممن تمزق إلى العراق، وذلك أنه أنفق مجيء مالك بن فهم بن غنم بن دوس بن عدنان الأزدی من بني نصر بن الأزد، ومجيء مالك بن فهم بن تیم الله أسد بن وبرة بن قضاعة في جمهور من قضاعة، لما افترقت قضاعة عن تهامة إلى البحرين، فقال مالك بن فهم الأزدي لمالك القضاعي: نقيم بالبحرين ونتحالف على من نوانا. فتحالفوا فسموا تنوخاً، وذلك في أيام ملوك الطوائف، فنظروا إلى العراق وعليها طائفة من ملوكها شاغرة، فخرجوا عن البحرين وسارت الأزد إلى العراق مع مالك بن فهم الأزدي، ثم سارت قضاعة مع ملك بن فهم القضاعي إلى الشام، فلملك القضاعيون طائفة من الشام ثمت سليح بن حلوان في قضاعة فصار الملك فيها، ثم منها في الضجاعمة وبقي الملك فيهم إلى أن غلب على الملك بنو جفنة. وتملك على تنوخ العراق مالك بن فهم في زمان ملوك الطوائف وكان منزله بالأنبار فبقى بها إلى أن رماه سليمة بن مالك رمية بالنبل وهو لا يعرفه فلما علم أن سليمه راميه، قال:»
«فلما قال هذين البيبتين فاظ وهرب سليمة إلى عمان. فعقبه نعمان جذيمة مالك بن بن فهم، ثم ملك ابنه جذيمة بن مالك بن فهم، وكان ثاقب الرأي بعيد المغار شديد النكاية ظاهر الجزم، وهو أول من غزا بالجيوش. فشن الغارات على قبائل العراب وكان به برص، فأكبرته العرب على أن تنعته اعظاما، فسمته جذيمة الأبرش وجذيمة الوضاح، واستولى على السواد إلى ما بين الحيرة والأنبار وورقة وعين التمر والقطقطانة وسائر القرى المجاورة لبادية العرب، فكان يجبي أموالها وغزا طسماً وجديساً في منازلها في جو اليمامة وما حولها».

### رواية ابن قتيبة
قال ابن قتيبة: «مالك بن فهم بن غنم بن دوس من الأزد، وكان قد خرج من اليمن مع عمرو بن عامر مزيقياء، حين أحسوا بسيل العرم. فلما صارت الأزد إلى مكة، وغلبوا جرهم على ولاية البيت، أقاموا زمانا ثم خرجوا، إلا خزاعة، فإنّها أقامت على ولاية البيت، فصار مالك بن فهم إلى العراق، فأقام ملكا على العراق عشرين سنة، ثم هلك، وملك ابنه جذيمة بن مالك الأبرش. وكان يقال له الأبرش والوضاح لبرص كان به وكان ينزل الأنبار ويأتي الحيرة ثم يرجع وكان لا ينادم أحدا».

### رواية المسعودي
ذكر المسعودي أن مالك بن فهم كان مع الغساسنة في هجرتهم من اليمن، ثم انفصل عنهم إلى العراق، وكون مملكة زمن أردشير الأول، وولده جذيمة الأبرش حكم زمن سابور بن أردشير والزباء، وقال: «مالك بن فهم: وكان الملك قبل جذيمة أباه، وهو أول من ملك الحيرة، واللّه أعلم، وكان يقال له مالك بن فَهْم بن دوْس بن الأزد بن الغَوْث بن نبت بن مالك بن زيد بن كهلان بن سبأ بن يشجب بن يعرب بن قحطان، وكان سار من اليمن مع ولد جَفْنة بن عمرو بن عامر مزَيْقياء، فسار بنو جَفْنة نحو الشام، وانفصل مالك نحو العراق فملك على مضر بن نزار اثنتي عشرة سنة، ثم ملك بعده ابنه جذيمة على ما ذكرنا».

### رواية الهمداني
روى أبو عبيد الله البكري عن أبو محمد الهمداني، قال: «سار تبع أبو كرب في غزوته الثانية، فلما أتى موضع الحيرة، خلف هناك مالك بن فهم بن غنم بن دوس على أثقاله، وتخلف معه من ثقل من أصحابه، في نحو اثنى عشر ألفا، وقال تحيروا هذا الموضع، فسمى الموضع الحيرة. فمالك أول ملوك الحيرة وأبوهم; وكانوا يملكون ما بين الحيرة والأنبار وهيت ونواحيها، وعين التمر وأطراف البراري: الغمير والقطقطانة وخفية».

### رواية الحموي
قال ياقوت الحموي: «أول من ملك منهم في زمن ملوك الطوائف مالك بن فهم أبو جذيمة الأبرش، وكان منزله مما يلي الأنبار، ثم مات فملك ابنه جذيمة الأبرش بن مالك بن فهم، وكان جذيمة من أفضل ملوك العرب رأيا وأبعدهم مغارا وأشدهم نكاية وأظهرهم حزما، وهو أول من اجتمع له الملك بأرض العرب وغزا بالجيوش، وكان به برص وكانت العرب لا تنسبه إليه إعظاما له وإجلالا فكانوا يقولون جذيمة الوضّاح وجذيمة الأبرش، وكانت دار مملكته الحيرة والأنبار وبقّة وهيت وعين التمر وأطراف البر إلى الغمير إلى القطقطانة وما وراء ذلك، تجبى إليه من هذه الأعمال الأموال وتفد عليه الوفود، وهو صاحب الزّبّاء وقصير، والقصة طويلة ليس ههنا موضعها، إلا أنه لما هلك صار ملكه إلى ابن أخته عمرو بن عدي بن نصر اللخمي».